# Arthur Bell (calciatore)
Arthur A. Bell (Burnley, novembre 1882 – Cheadle, 22 aprile 1923) è stato un calciatore inglese, di ruolo attaccante.

## Carriera

### Club
Ha giocato, dal 1902 al 1909 solo con la maglia del Burnley, squadra della sua città natale.